# Osmaidel Pellicier
Osmaidel Pellicier Lescay (né le 30 mars 1992) est un athlète cubain, spécialiste du 400 m.
Le 15 mai 2015, il porte son record personnel à 45 s 92 à Camagüey. Il est détenteur du record national cubain du relais 4 x 200 m, obtenu le 15 février 2014 à La Havane en 1 min 22 s 06.